# Snofru
Snofru (även Snefru, Sneferu eller Seneferu) var den första faraonen under Egyptens fjärde dynasti och härskade troligen omkring 2670–2620 f. Kr. Han förde krig mot Libyen och Nubien och sände handelsexpeditioner till Libanon. Han är mest känd för åtminstone tre pyramider, inkluderande den böjda pyramiden och vördades under senare dynastier som idealet av en rättvis härskare.

## Familj
Snofrus ursprung är höljt i dunkel. Med säkerhet kan bara konstateras att hans mor var Meresankh I, men det är osäkert om Huni var Snofrus far. Den enda kända hustrun till Snofru var Hetepheres I som dock inte hade titeln för en konungsgemål och därför troligen endast var en konkubin. Meritites I ansågs länge vara Cheops hustru, men det är nu accepterat att hon först var en av Snofrus konkubiner och efter dennes död ingick i det kungliga haremet och gjordes till drottning av Cheops. Hon var troligen mycket ung när Snofru tog henne som hustru eftersom äktenskapet med Cheops gav minst två barn.
Han stärkte familjens position genom att tillsätta familjemedlemmar på flera högre ämbeten.

### Barn
Troligen kunde "bror" och "dotter" föräras som titlar vilket gör det mycket svårt att med säkerhet konstatera den verkliga familjen. Syster kunde också betyda hustru.

#### Med första hustrun
Alla dessa söner dog före Snofru eftersom Cheops efterträdde honom.
- Okänt namn, son begravd i mastaba M17 i Meidum.
- Nefermaat I, son som under Cheops hade titeln övervakare av alla kungliga byggen och var ansvarig för byggandet av Cheopspyramiden, för vilken hans son Hemiunu var huvudarkitekt.
- Rahotep, son, gift med Nofret. Hade flera höga ämbeten, inklusive överstepräst i Iunu. Begravd i mastaba M6 i Meidum.
- Ranefer, son.

#### Med andra hustrun (Hetepheres)
- Kawab, son.[3] Begravd i dubbelmastaban G7110-7120.
- Cheops, son, efterträdare till Snofru.
- Hetepheres, dotter, gift med sin halvbror Ankhhaf.

#### Med tredje hustrun
- Kanefer, Kungens Son och Vesir
- Ankhhaf, son

#### Med okänd hustru
- Netjeraperef och Ijnefer, söner.
- Nefernesu, Nefertkau och Henutsen döttrar.

## Regeringslängd
Längden på Snofrus styre är osäker. Turinpapyrusen anger 24 år medan Manetho nämner 29 år. Eftersom han lät bygga åtminstone tre pyramider anser de flesta egyptologer att han troligen regerade ännu längre, troligen någonstans mellan 30 och 48 år.
Under Snofru omorganiserades administrationen och antalet län (nomoi) utökades kraftigt. I slutet av Gamla riket fanns det totalt 38 län, som under senare tider steg till 42.
Palermostenen berättar att det byggdes fartyg och att 40 skeppslaster med cederträ från Libanon importerades för att användas till att bygga fler skepp och dörrar till palatsen.
Vid ett fälttåg till Nubien tillfångatogs 7000 fångar och 200.000 nötkreatur. Ett fälttåg till Libyen slutade med tillfångatagande av 1100 libyer och 13.100 nötkreatur.

## Byggnadsverk
Under Snofrus styre utvecklades byggnadskonsten kraftigt vilket resulterade i de stora pyramiderna.

### Pyramider
- Pyramiden i Meidum – Den första pyramiden som byggdes under Snofru. Den ansågs länge tillhöra Huni, och att Snofru tillskansade sig den efter dennes död, men den antas numera tillhöra Snofru. Bara tre av nivåerna återstår idag. Var 92 meter hög.
- Den böjda pyramiden – Fel i byggnadsplanen gjorde att utseendet ändrades flera gånger vilket resulterade i ett böjt utseende. 105 meter hög.
- Röda pyramiden – Innehåller troligen hemliga rum som inte upptäckts än eftersom det inte verkar finnas någon väg in i pyramiden.[enligt vem?][källa behövs] Eftersom Snofrus grav aldrig hittats är det möjligt att hans gravkammare finns gömd någonstans i pyramiden. 110 meter hög.

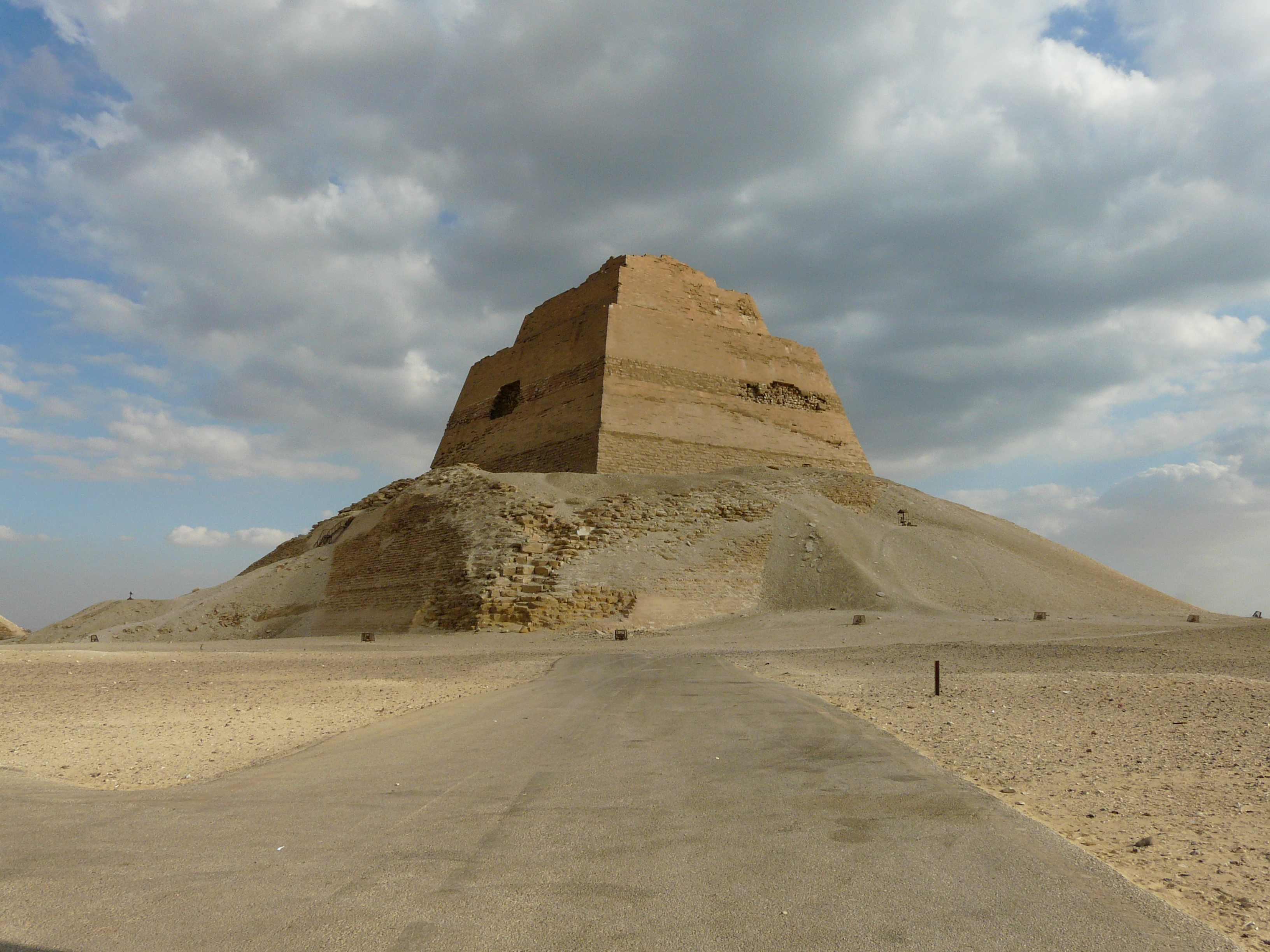
Pyramiden i Meidum.
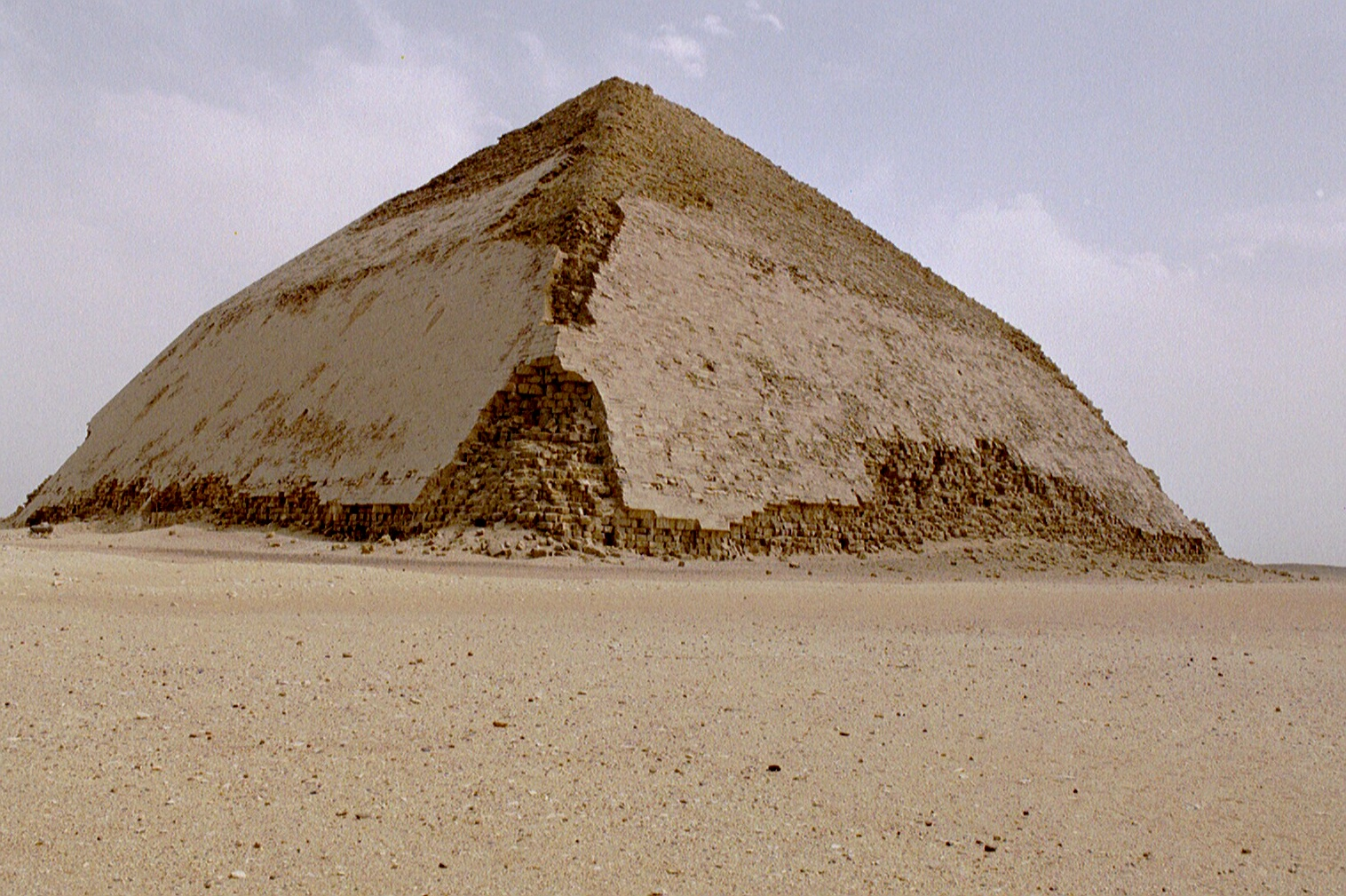
Den böjda pyramiden.
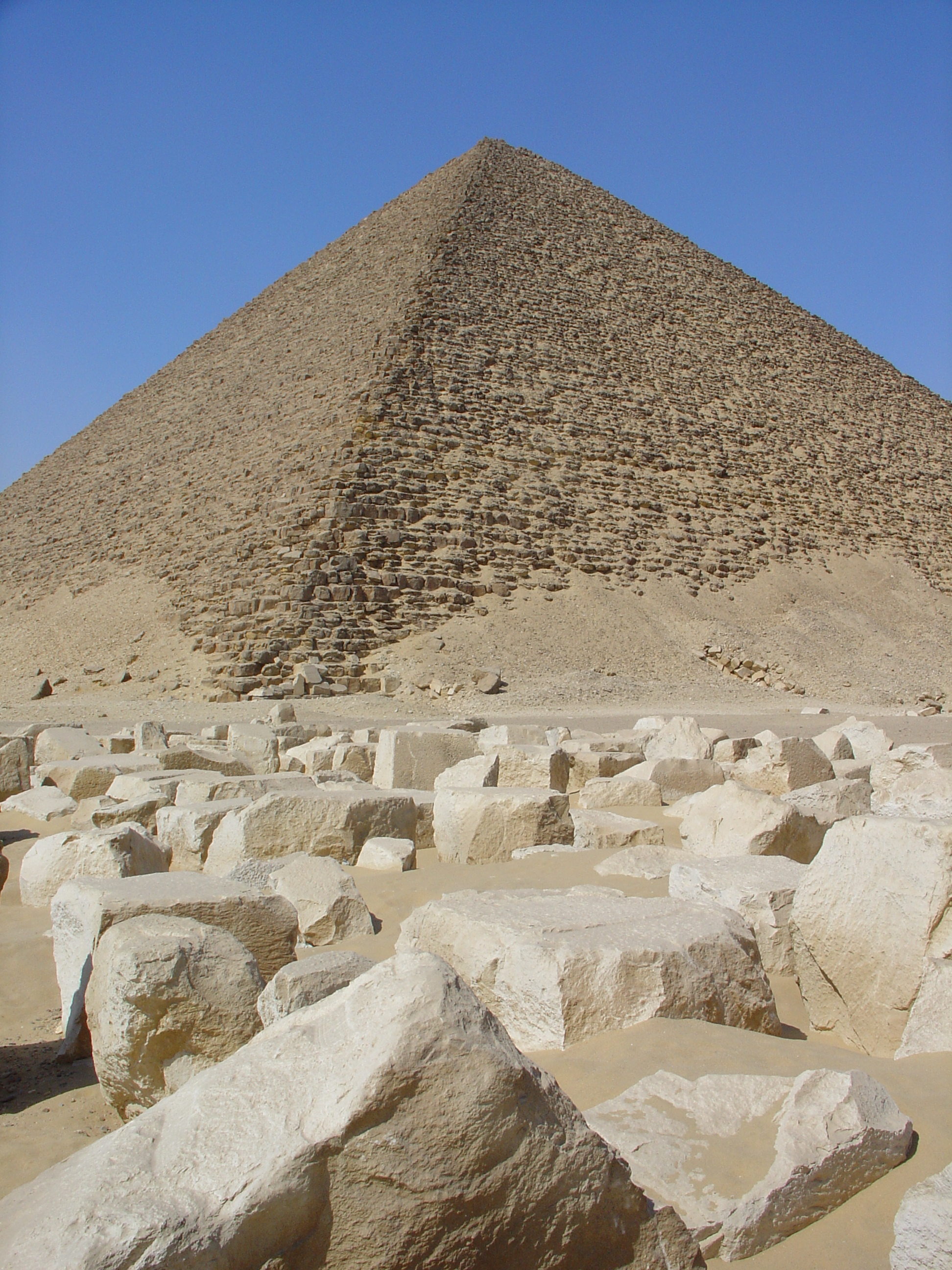
Röda pyramiden.

## Relation till andra länder
För att kunna utföra sina stora byggnadsverk var Snofru tvungen att säkra stora mängder material och arbetskraft. Enligt Guillemette Andreu var detta drivkraften bakom hans utlandspolitik och Snofrus erövringar i Libyen och Nubien syftade till att uppfylla två mål. Det första att få tag på en bredare arbetskraft och det andra att säkra det material som krävdes för byggnaderna. I Palermostenen står följande:
"Snofru, år... Byggnationen av Tuataua-skepp i trä med kapaciteten att bära hundra man och sextio kungliga båtar med kapaciteten att bära sexton. Räder i de svartas land och inhämtandet av sjutusen fångar, män och kvinnor samt tjugotusen kor, får och getter. Inhämtandet av förti skepp cederträ".
Enligt skriften verkar Snofru ha lyckats tillfångata en stor mängd fångar under sina räder med vilka han kunde utöka sin arbetskraft. Han verkar även ha tagit nog med boskap för att kunna föda en så stor grupp arbetare. Räderna måste ha varit förödande för befolkningen i de regioner som drabbades och kampanjen i Nubien kan ha lett till skingrandet av A-Gruppskulturen (en nubisk kultur under det tredje årtusendet innan kristus) som existerade i området.
Snofrus militära kampanj mot Libyen skall ha lett till 11 000 fångar och 13 100 infångade boskapsdjur, dessutom verkar stora mängder cederträ ha importerats, sannolikt från områdena i dagens Libanon. Under perioden verkar det även ha skett mycket aktivitet kring turkosgruvorna på Sinaihalvön. Det bör även ha skett en hel del stenhuggning för att förse pyramiderna med den sten de behövde.
Snofru ägde även ett cederskepp vid namn "lovorda de två länderna", det första namngivna skeppet vi känner till i historien.

## Utmärkelser
Asteroiden 4906 Seneferu är uppkallad efter honom.